# 2002-es Formula–1 spanyol nagydíj
A spanyol nagydíj volt a 2002-es Formula–1 világbajnokság ötödik futama, amelyet 2002. április 28-án rendeztek meg a spanyol Circuit de Catalunyán, Barcelonában.

## Futam
| Helyezés | Rajtszám | Versenyző             | Csapat/Motor     | Futott kör | Idő/Kiesés oka | Rajthely | Pont |
| -------- | -------- | --------------------- | ---------------- | ---------- | -------------- | -------- | ---- |
| 1        | 1        | Michael Schumacher    | Ferrari          | 65         | 1h30:29,981    | 1        | 10   |
| 2        | 6        | Juan Pablo Montoya    | Williams-BMW     | 65         | + 35,630       | 4        | 6    |
| 3        | 3        | David Coulthard       | McLaren-Mercedes | 65         | + 42,623       | 7        | 4    |
| 4        | 7        | Nick Heidfeld         | Sauber-Petronas  | 65         | + 1:06,697     | 8        | 3    |
| 5        | 8        | Felipe Massa          | Sauber-Petronas  | 65         | + 1:18,973     | 11       | 2    |
| 6        | 20       | Heinz-Harald Frentzen | Arrows-Cosworth  | 65         | + 1:20,430     | 10       | 1    |
| 7        | 11       | Jacques Villeneuve    | BAR-Honda        | 64         | + 1 kör        | 15       |      |
| 8        | 25       | Allan McNish          | Toyota           | 64         | + 1 kör        | 19       |      |
| 9        | 24       | Mika Salo             | Toyota           | 64         | + 1 kör        | 17       |      |
| 10       | 14       | Jarno Trulli          | Renault          | 63         | Motorhiba      | 9        |      |
| 11       | 5        | Ralf Schumacher       | Williams-BMW     | 63         | Motorhiba      | 3        |      |
| 12       | 15       | Jenson Button         | Renault          | 60         | Hidraulika     | 6        |      |
| Ki       | 12       | Olivier Panis         | BAR-Honda        | 43         | Kipufogó       | 13       |      |
| Ki       | 16       | Eddie Irvine          | Jaguar-Cosworth  | 41         | Hidraulika     | 22       |      |
| Ki       | 21       | Enrique Bernoldi      | Arrows-Cosworth  | 40         | Hidraulika     | 14       |      |
| Ki       | 10       | Szató Takuma          | Jordan-Honda     | 10         | Kicsúszás      | 18       |      |
| Ki       | 9        | Giancarlo Fisichella  | Jordan-Honda     | 5          | Hidraulika     | 12       |      |
| Ki       | 4        | Kimi Räikkönen        | McLaren-Mercedes | 4          | Hátsó szárny   | 5        |      |
| Ki       | 17       | Pedro de la Rosa      | Jaguar-Cosworth  | 2          | Kicsúszás      | 16       |      |
| NI       | 2        | Rubens Barrichello    | Ferrari          |            | Váltóhiba      | 2        |      |
| NI       | 22       | Mark Webber           | Minardi-Asiatech |            | Biztonság      | 20       |      |
| NI       | 23       | Alex Yoong            | Minardi-Asiatech |            | Biztonság      | 21       |      |

## A világbajnokság élmezőnyének állása a verseny után
| H  | Versenyzők         | Pont | H  | Konstruktőrök    | Pont |
| -- | ------------------ | ---- | -- | ---------------- | ---- |
| 1. | Michael Schumacher | 44   | 1. | Ferrari          | 50   |
| 2. | Juan Pablo Montoya | 23   | 2. | Williams-BMW     | 43   |
| 3. | Ralf Schumacher    | 20   | 3. | McLaren-Mercedes | 13   |
| 4. | David Coulthard    | 9    | 4. | Renault          | 8    |
| 5. | Jenson Button      | 8    | 5. | Sauber-Petronas  | 8    |

## Statisztikák
Vezető helyen:
- Michael Schumacher: 65 (1-65)

Michael Schumacher 57. (R) győzelme, 46. pole-pozíciója, 45. (R) leggyorsabb köre, 9. mesterhármasa (gy, pp, lk)
- Ferrari 148. győzelme.